# 新城集市廣場 (華沙)

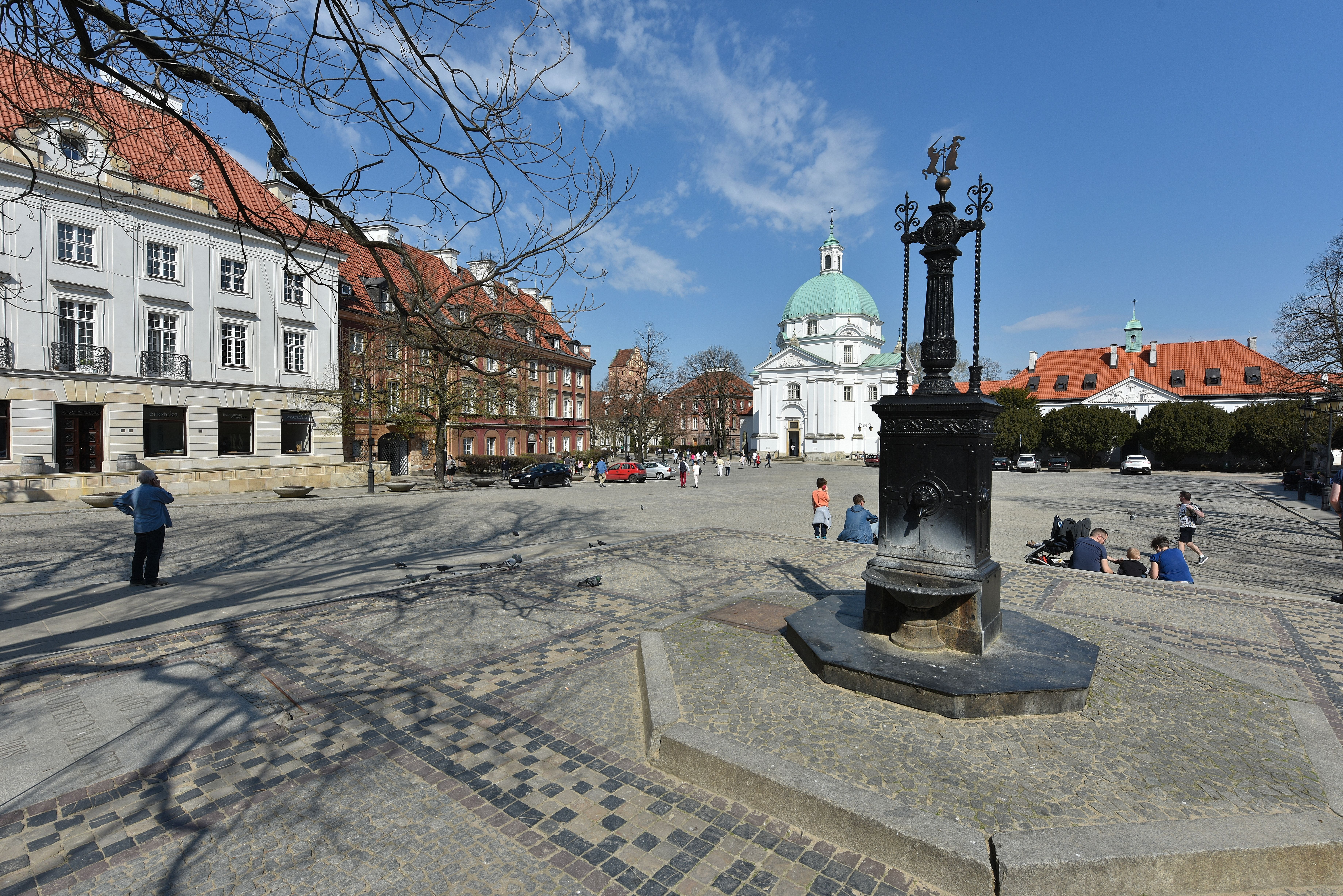
新城集市廣場，後方圓頂建築為聖加西彌祿教堂

新城集市廣場（波蘭語：Rynek Nowego Miasta） 位於波蘭首都華沙，約建立於西元1408年，是華沙新城的主要廣場。新城集市廣場面積為140 x 120米；廣場因戰爭關係曾遭數次破壞，現有建物大部分是在二戰後重建的。

## 歷史
- 15世紀，廣場的中心建造了一個木製的市政廳，並且還興建了許多住宅。
- 1544年，廣場被火燒毀，市政廳改用磚塊重砌。其餘的建築物仍然是木製的[1] 。
- 1655年，波蘭－瑞典戰爭爆發，華沙遭瑞典佔領，廣場再度遭受破壞，直到1680年市政廳才再度重建。

- 1688年，位於廣場的聖加西彌祿教堂完工。

- 1944年第二次世界大戰華沙起義期間，廣場被完全摧毀，80%的房屋被徹底拆除，包括教堂[1]。戰爭結束後，廣場以18世紀的風格重建。重建持續到1955年。

## 地標
除聖加西彌祿教堂外，廣場西南邊有一座19世紀下半葉折衷主義風格的鐵井，上有華沙新城的象徵『女孩與獨角獸』。

## 圖集

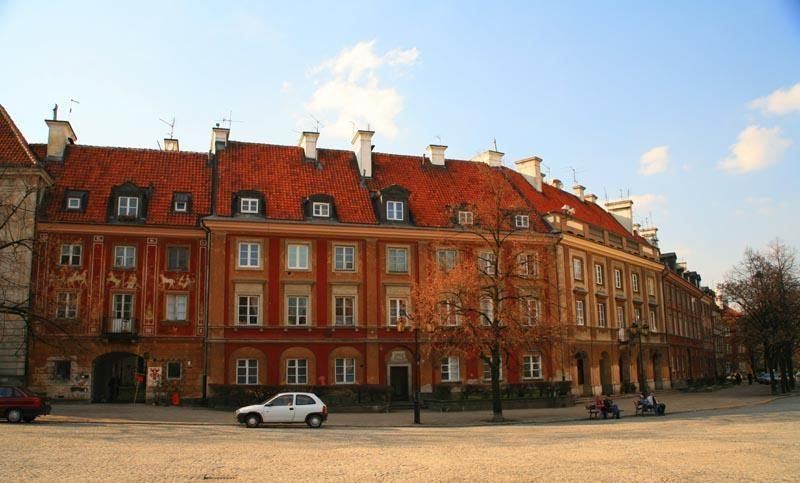
廣場北側
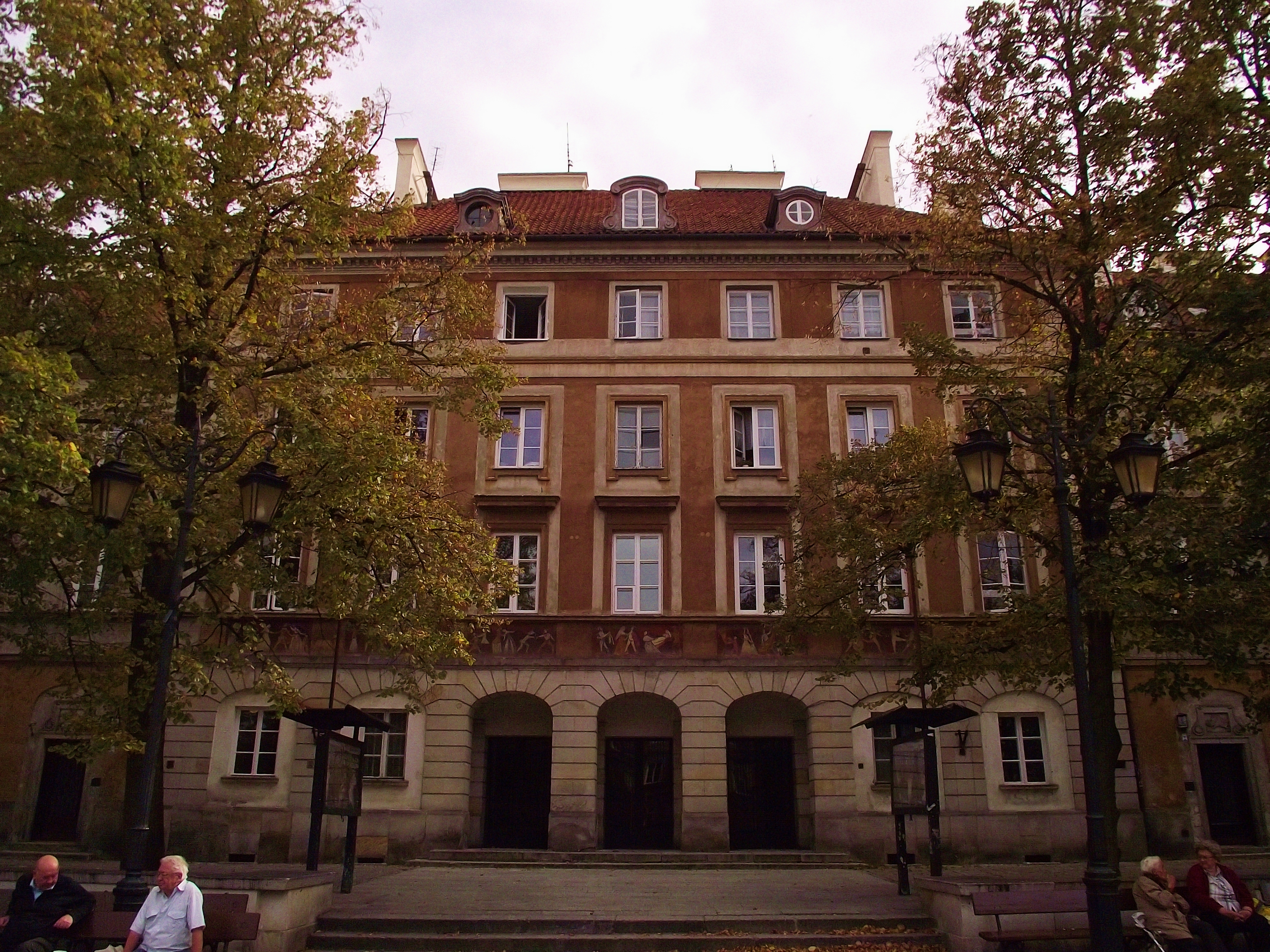
5號樓
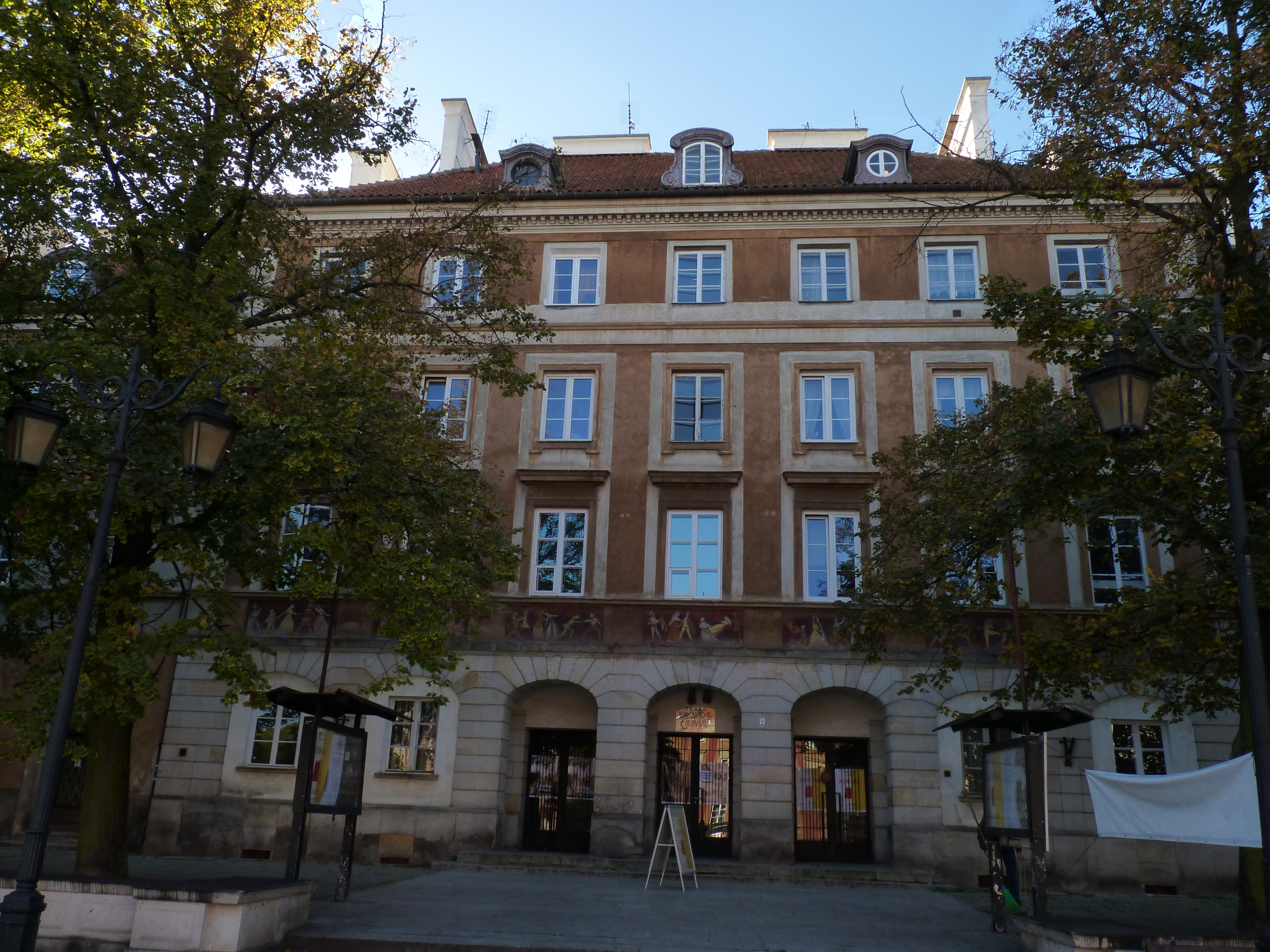
7號樓
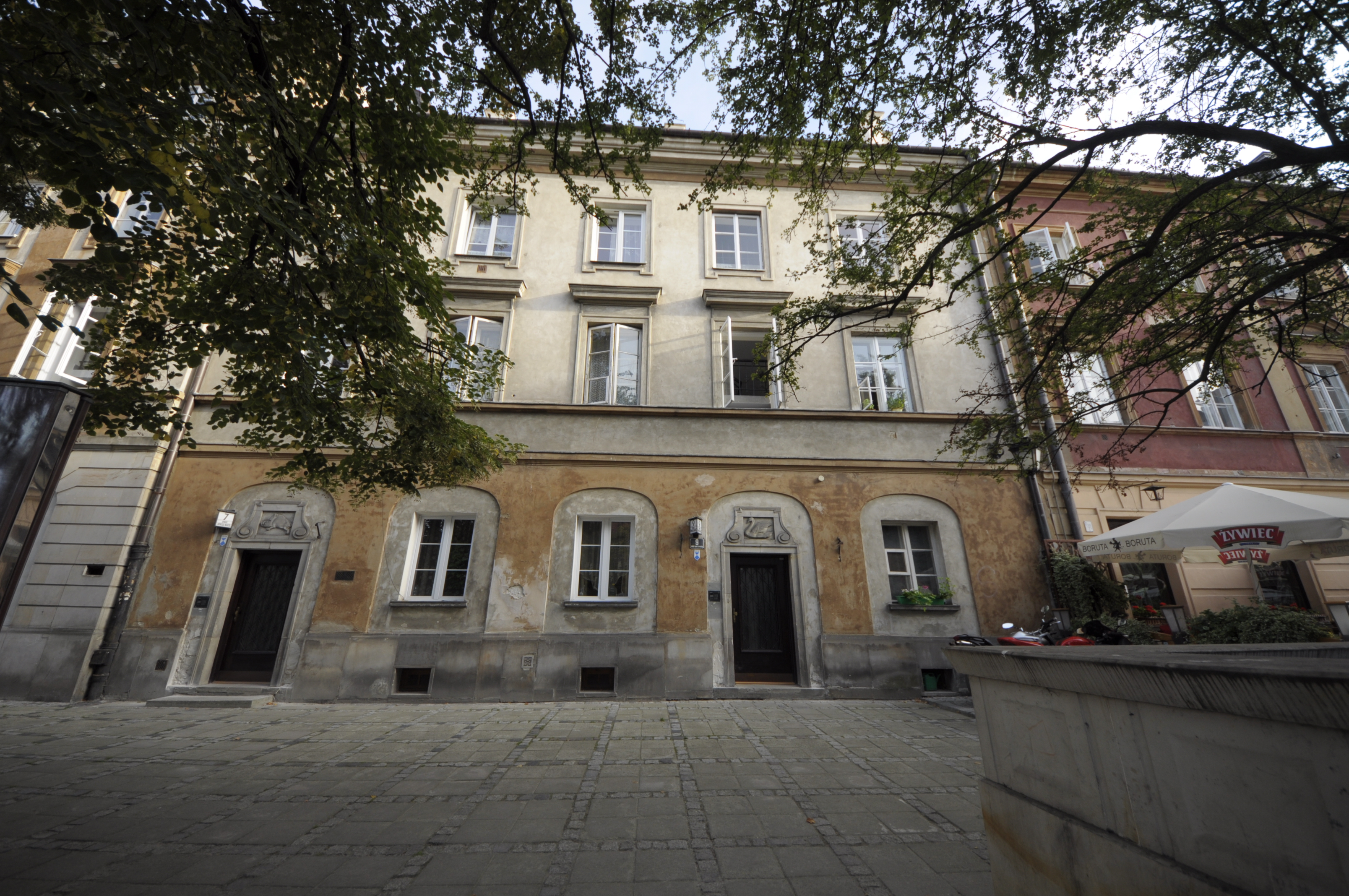
9號樓
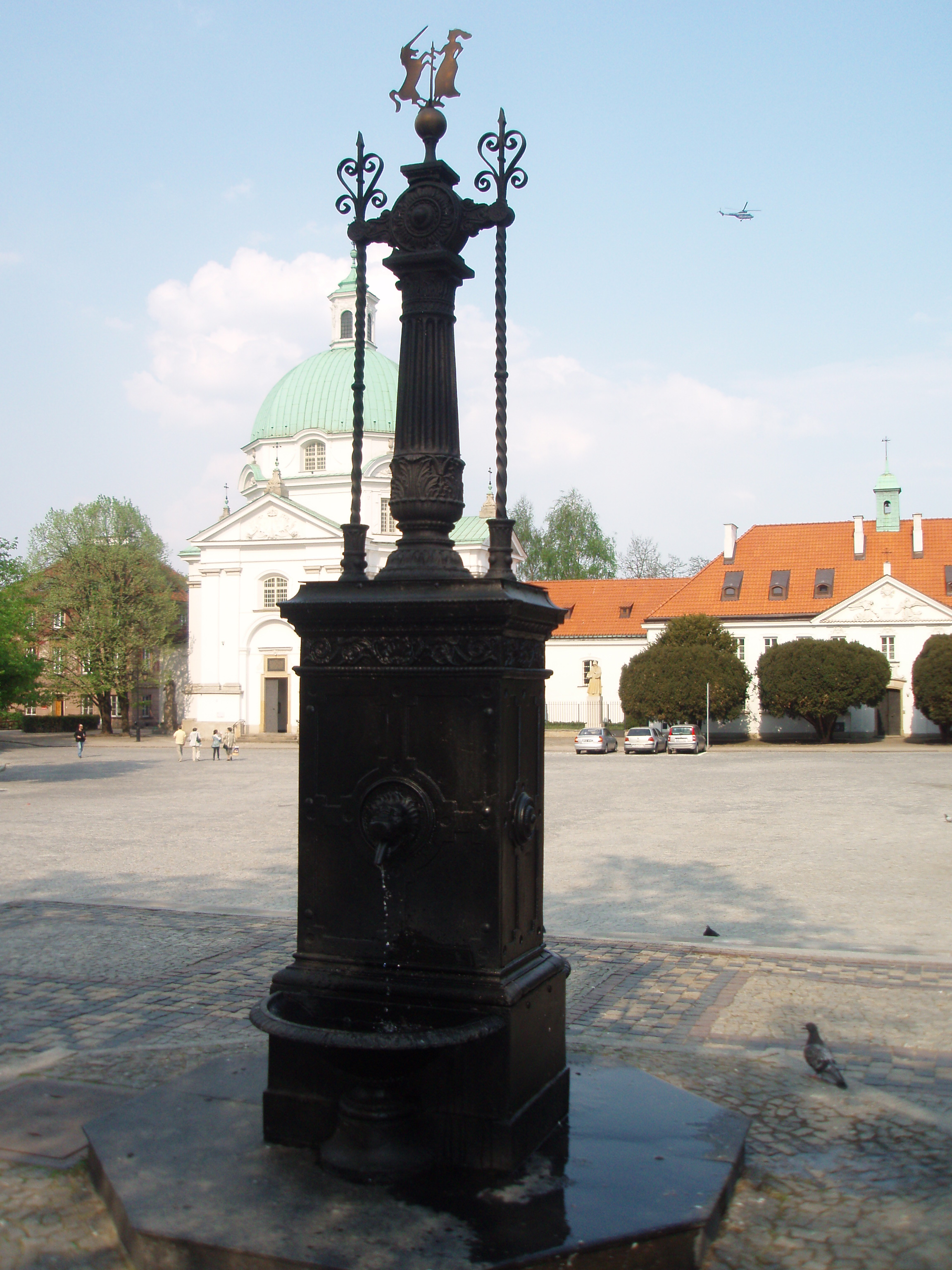
『女孩與獨角獸』鐵井
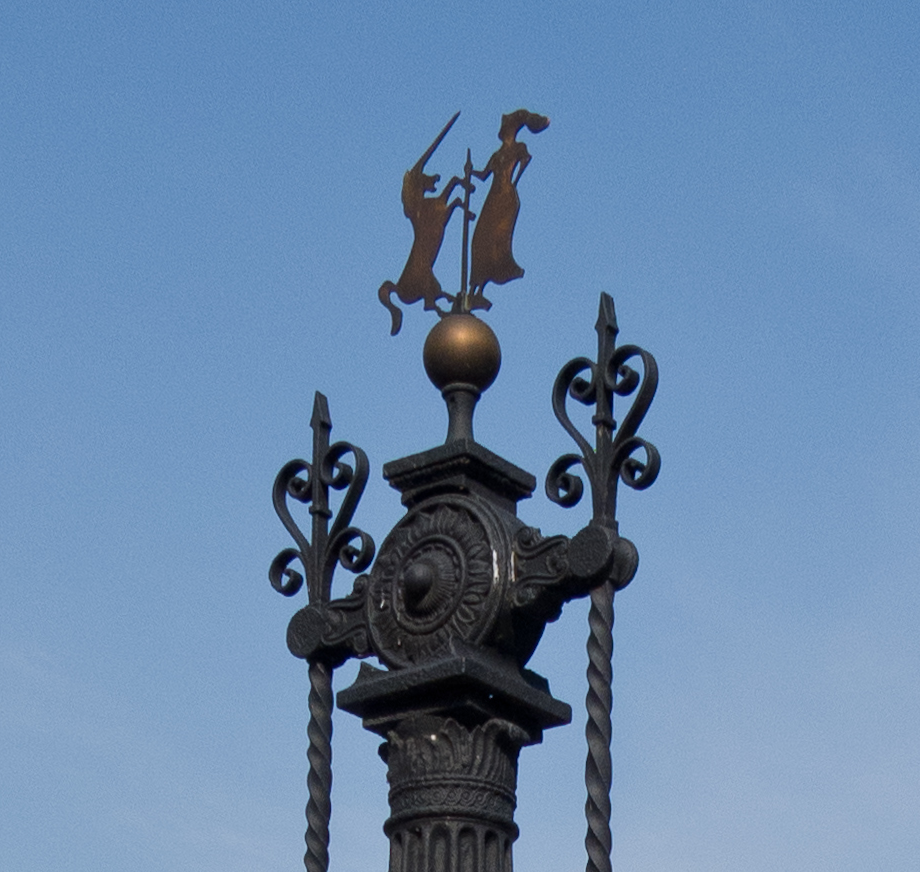
『女孩與獨角獸』鐵井